# Flagge der Erde
Die Flagge der Erde ist eine Flagge, die dazu dienen soll, die gesamte Erde zu repräsentieren. Konzepte zu diesem Thema beinhalten politische, spirituelle und umweltthematische Aspekte des Planeten. Auch wenn keine international anerkannte Flagge für den gesamten Planeten existiert, haben Einzelpersonen und Organisationen verschiedene Entwürfe vorgestellt.
Bis heute hat keine Flagge eine offizielle Bestätigung durch eine staatliche Stelle erhalten. Die bekanntesten, mit der Erde verbundenen, Flaggen sind die „Earth Day Flag“ und die Flagge der Vereinten Nationen. Hier aufgelistet sind die inoffiziellen Bewerber für eine mögliche Flagge der Erde.

## Flagge der Vereinten Nationen

Die Flagge der Vereinten Nationen

Übernommen im Jahre 1949, wurde die Flagge der Vereinten Nationen verwendet, um die Einigkeit der Welt zu symbolisieren, auch wenn sie streng genommen nur die Vereinten Nationen selbst repräsentiert. Sie beinhaltet eine geografische Darstellung des Planeten, und ihre große Bekanntheit macht sie zu einem prominenten Anwärter zur Repräsentation der Erde. Während der Planungen der Mondlandung durch die NASA in den 1960er Jahren wurde vorgeschlagen, dass die UN-Flagge verwendet werden solle, anstatt der Flagge der Vereinigten Staaten.

## „World Peace Flag“ des Weltfriedenskongresses

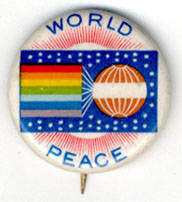
Van Kirk's World Peace Flag

James William van Kirk, ein Geistlicher aus Youngstown, Ohio, entwarf 1913 eine „Friedensflagge“ mit Regenbogenstreifen, Sternen und einem Globus. Mit dieser Flagge unternahm er zwei Friedensreisen durch Europa. Der Weltfriedenskongress übernahm diese Flagge als „Flagge des Weltfriedens“.

## Olympische Flagge

Olympische Flagge

Entworfen 1914 von Pierre de Coubertin wurde die Flagge für die Olympischen Spiele 1920 übernommen. Die olympische Flagge repräsentiert die gesamte Menschheit und zeigt fünf ineinandergreifende Ringe in fünf Farben auf weißem Grund. Die fünf Ringe repräsentieren die fünf Kontinente. Die sechs Farben (inklusive der weißen Farbe des Hintergrundes) stehen stellvertretend für alle Nationen der Erde.

## „World Citizen“ Flagge der World Service Authority

World Citizen flag by Garry Davis

Die World Citizen-Bewegung ist eine Soziale Bewegung für Weltbürger unter einer vorgeschlagenen Weltregierung. 1953 gründete einer der Aktivisten, Garry Davis, die World Service Authority, welche den World Passport vorschlägt, zusammen mit einem Entwurf für eine Flagge der Erde.

## Weitere private Vorschläge

### John McConnells „Earth Day“-Flagge

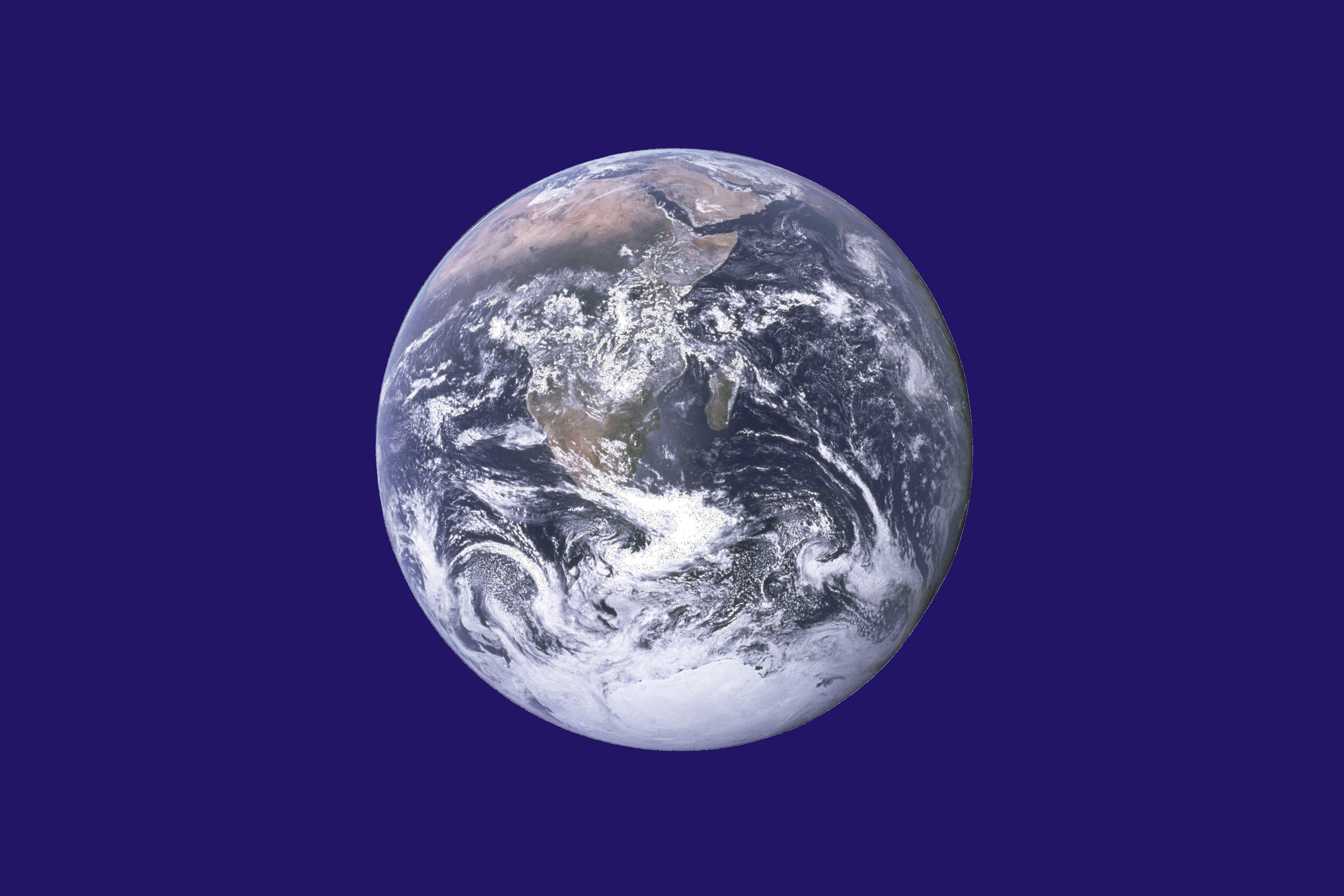
The Earth Day flag, John McConnell's latest proposal

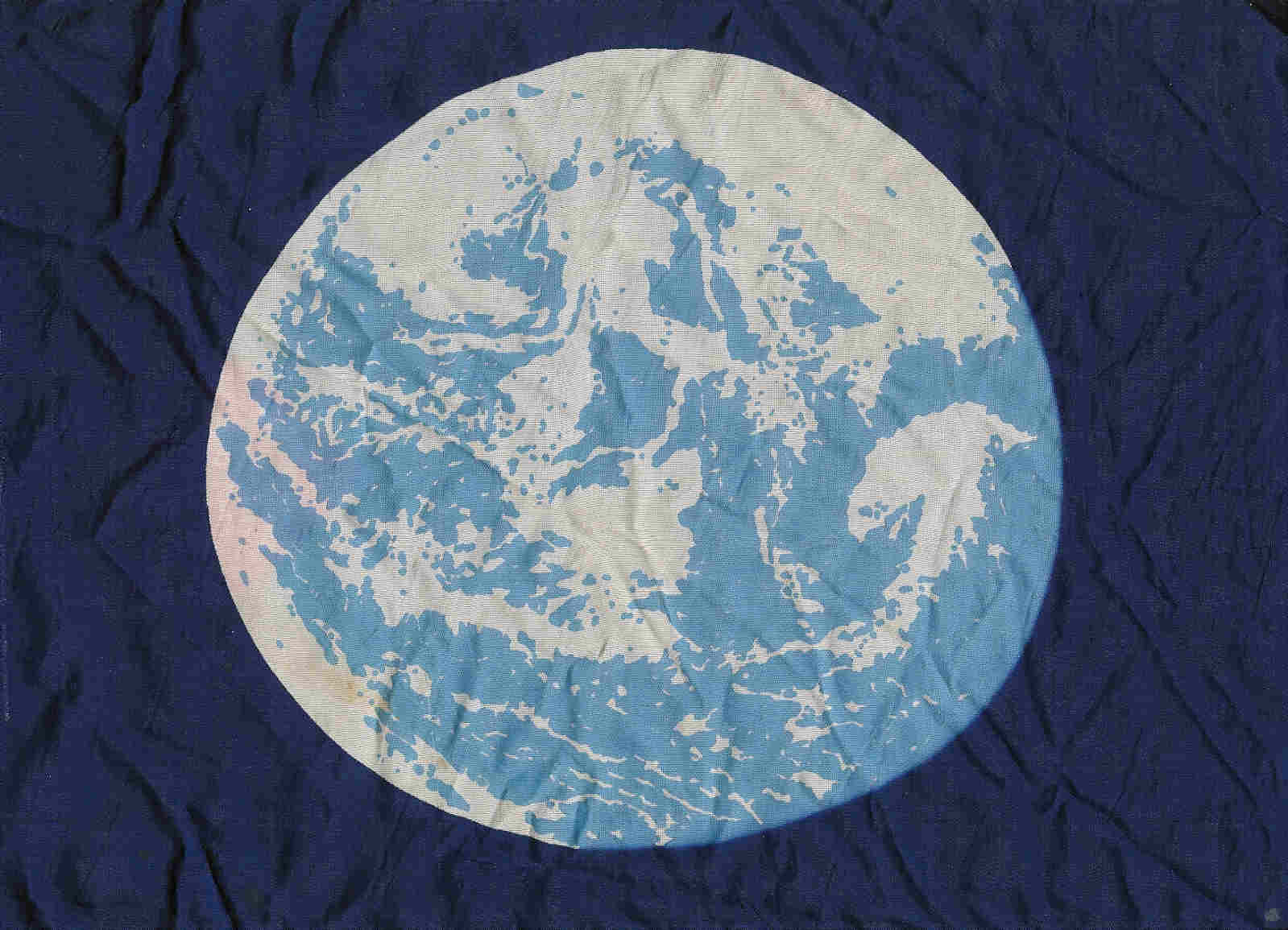
McConnells ursprünglicher Entwurf

Für den ersten Earth Day hat John McConnell 1969 eine Flagge entworfen, mit der Blue Marble auf dunkelblauen Grund. Die erste Version von McConnells Flagge wurde im Siebdruck erstellt und verwendete abweichende Farben: Ozean und Land waren weiß, die Wolken waren blau. McConnell stellte die Flagge den Vereinten Nationen als Symbol für Rücksicht vor.
Aufgrund der politischen Ansichten des Schöpfers wird die Flagge auch mit Umweltgerechtigkeit in Verbindung gebracht.
Das Bild der Blue Marble ist gemeinfrei bis zum heutigen Tag. Dies war die Basis eines Rechtsstreits, welcher darin mündete, dass der markenrechtliche und urheberrechtliche Schutz der „Earth Day“-Flagge aufgehoben wurde. Das betrifft nicht die offizielle Geschichte von McConnells Flagge, sondern lediglich die Patente auf diese.

### One Flag in Space
Die Initiative „One Flag in Space“ ist ein Ableger des Space Generation Congress (SGC), des jährlichen Treffens des Space Generation Advisory Councils. Sie bewirbt die Verwendung der „Blue Marble Flag“ für die Weltraumforschung, erwähnt dabei jedoch nicht explizit das Design von McConnell.

### James W. Cadles „Flag of Earth“

Flag of Earth von James Cadle

Eine weitere Erdenflagge wurde in der gleichen Zeit im Jahre 1970 von einem Farmer aus Homer (Illinois) namens James W. Cadle entworfen. Cadles Version der Erdenflagge besteht aus einem blauen Kreis, der die Erde darstellt, in der Mitte der Flagge, einem Segment eines großen gelben Kreises, welches die Sonne darstellt, und einem kleinen weißen Kreis für den Mond, alles zusammen auf schwarzem Grund. Die Flagge ist teilweise bekannt unter SETI-Forschern und wird von SETI weltweit verwendet. Die Flagge hängt am Ohio State University Radio Observatory und wurde auf halbmast gehängt, als Carl Sagan starb. Die Flag of Earth Co. International, welche die Flagge vertreibt, wurde ebenfalls von Cadle gegründet. Die Flag of Earth ist gemeinfrei seit 2003.

### Paul Carrolls „World Flag“

Combined World Flag

Die „World Flag“ ist eine internationale Flagge, die 1988 von Paul Carroll als Symbol zur Inspiration geschaffen wurde für „positive weltweite Veränderung, bei weiterem Annehmen und Feiern der kulturellen Diversität“. Die aktuelle Version der World Flag von 2008 beinhaltet eine Weltkarte sowie 216 Flaggen, inklusive aller Flaggen der Mitgliedstaaten der Vereinten Nationen, der Vereinten Nationen, und diversen Gebieten größerer Nationen.
Die „World Flag“ hing am UNO-Hauptquartier für die Veranstaltungen A Prayer for Peace, Earth Day im Central Park, und bei verschiedenen weiteren Veranstaltungen rund um die Welt.

### Anne Kirstine Rønhedes „World Flag“

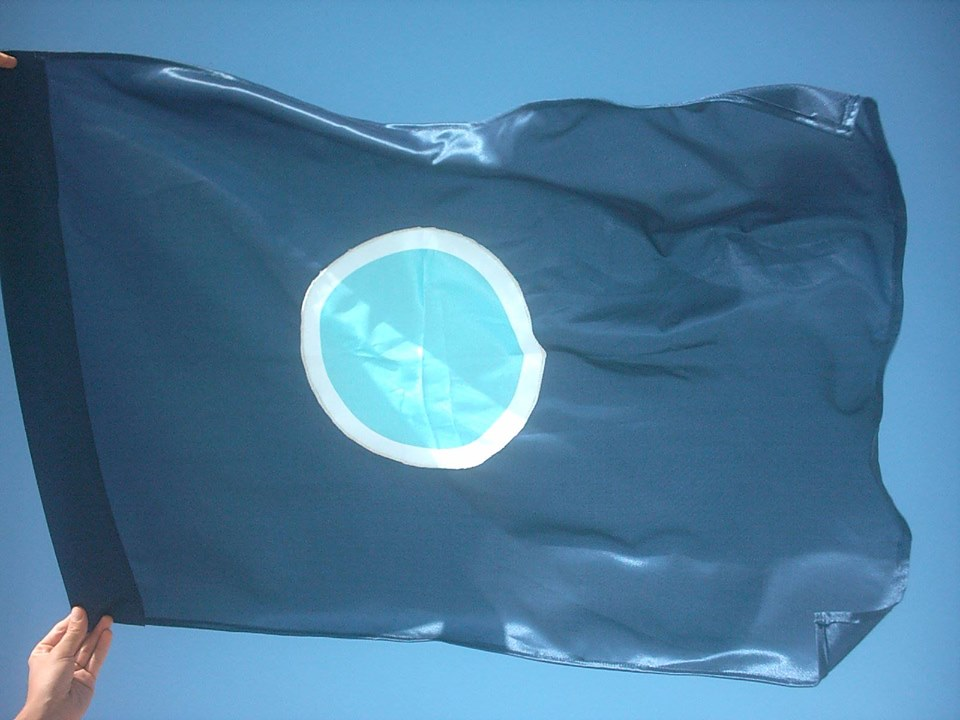
World Flag

Ein weiteres Beispiel einer Weltflagge ist die Flagge, die Anne Kirstine Rønhede um 2000 entwarf. Der Zweck der Flagge war es, ein Symbol der Koexistenz und des Friedens zu sein. Die Flagge gehört nicht zu einer Organisation. Diese Weltflagge war dafür gedacht, parallel zu den Nationalflaggen zu existieren. Sie wurde in einer Art entworfen, einfach herstellbar zu sein, sodass jeder die Möglichkeit hat eine selbst herzustellen. Die Farben symbolisieren die Erde mit ihrer Atmosphäre in der Mitte des Universums

### Oskar Pernefeldts „Internationale Flagge des Planeten Erde“

Oskar Pernefeldts Vorschlag

Alternative Ausführung mit gleichsinnig verschränkten Ringen.

Der schwedische Künstler Oskar Pernefeldt hat 2015 eine „Internationale Flagge des Planeten Erde“ vorgeschlagen. Sie wurde konzipiert um sie in Weltraumexpeditionen zu verwenden und hat zwei Hauptzwecke:
1. Zur Verwendung bei der Repräsentation der Erde
2. Um die Menschen der Erde daran zu erinnern, dass wir einen Planeten teilen, unabhängig von nationalen Grenzen, dass wir Rücksicht auf einander und auf den Planeten auf dem wir leben nehmen sollten.

Der Künstler sagt voraus, dass die Flagge irgendwann einmal bei der Marslandung 2025 oder bei einer zukünftigen Kolonie auf dem Planeten eingesetzt wird. Das Design der Flagge besteht aus sieben Ringen die ineinander verwoben sind und einem tiefblauen Meer im Hintergrund. Die Ringe sind in der Mitte der Flagge zentriert und formen eine Blume, die das Leben auf der Erde symbolisiert. Die Überschneidung der Ringe stellt dar, dass alle Dinge auf der Erde miteinander zusammenhängen, direkt oder indirekt. Die Ringe sind in einer ähnlichen Form wie Borromäische Ringe strukturiert, was darstellen soll, dass kein Teil der Erde entfernt werden kann ohne, dass die gesamte Struktur zusammenbricht. Der tiefblaue Hintergrund repräsentiert den Ozean und die Bedeutung von Wasser für das Leben auf der Erde.

### Thomas Mandls „One World Flag“

"One World Flag" von Thomas Mandl

Der deutsche Künstler und Aktivist Thomas Mandl wollte 2015 mit seiner Idee einer "One World Flag" eine Diskussion um das Thema von lokalem und nationalem Zugehörigkeitsempfinden anstoßen. Der Entwurf soll den Gedanken ausdrücken, dass zwar jeder Bürger der Welt die Wahl habe sich je nach geografischer Lage, mit den lokalen Flaggen einer Stadt, einer Region, einem Land oder einer länderübergreifenden Institution zu identifizieren (z. B. mit der Münchner, der bayerischen, der deutschen, der europäischen Flagge oder sogar der Flagge der Vereinten Nationen), es aber keine Flagge gebe, mittels derer sich jeder Bürger zur Erde insgesamt bekennen könne.
Im Herbst 2018 veröffentlichte Mandl seinen Entwurf einer "One World Flag", welche als ein Symbol für weltweite Einheit, offene Grenzen und Frieden stehen soll. Das Zentrum der Flagge bildet ein blauer Kreis, der die Erde repräsentiert. Der Hintergrund ist transparent und lässt die verschiedenen regionalen Eindrücke durchscheinen, vor denen die Flagge weht.

### James Hillers „Mankind Flag“

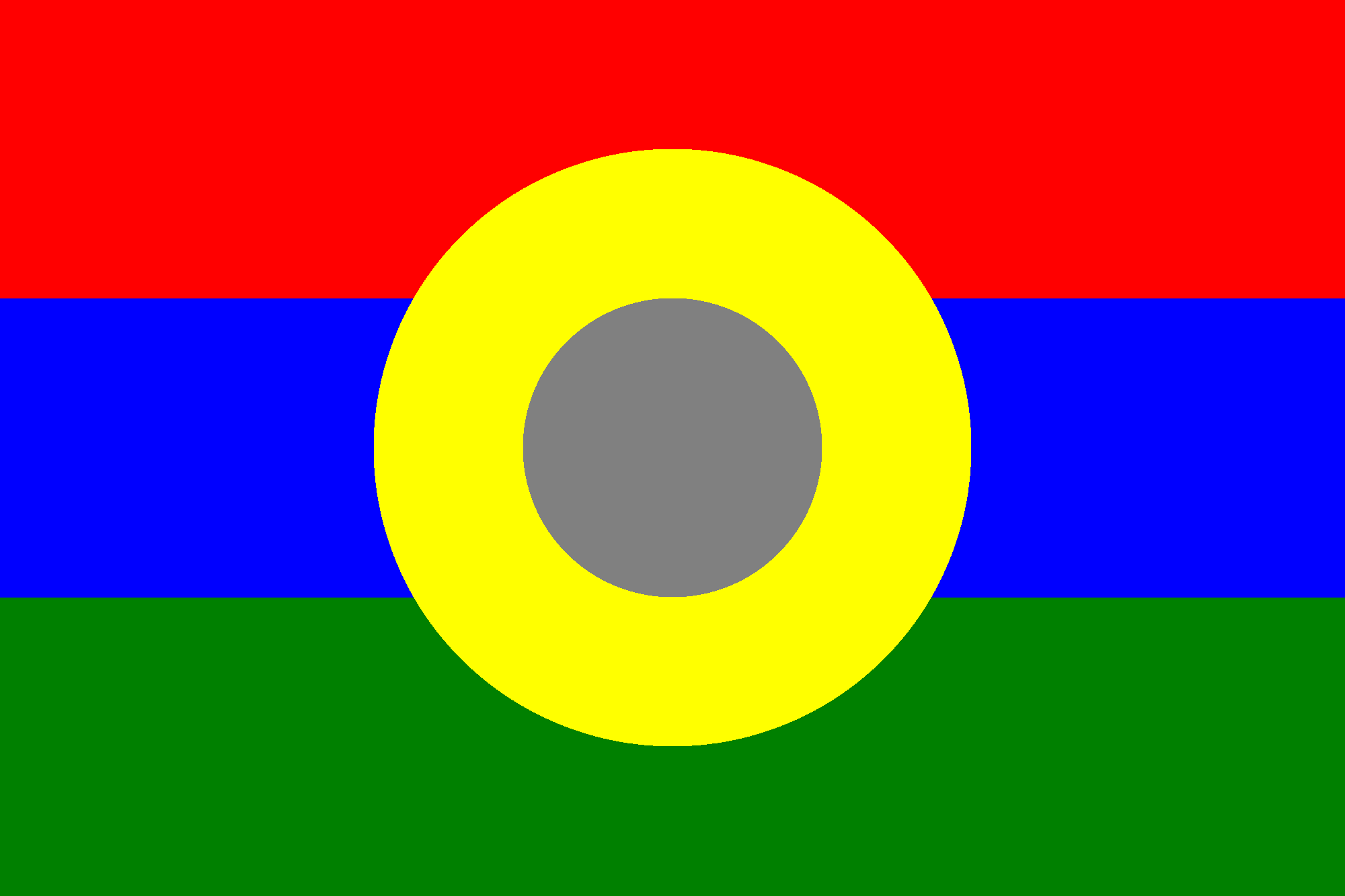
Vorschlag von Paneism.org repräsentiert durch James Hiller

Die Menschheitsflagge der interreligiösen Bewegung Paneism.org symbolisiert die Entwicklung des Homo sapiens beginnend mit dem Vulkanismus der Erde (rot), über die ersten Lebewesen im Wasser (blau) bis hin zum Leben auf dem Land (grün). Der gelbe größere Kreis symbolisiert die Sonne, welche vom Mond, dem kleineren grauen Kreis, zum Teil überlagert wird. Ohne diese beiden Himmelskörper gäbe es kein Leben auf der Erde. Die Flagge ist zugleich Symbol für die neugeschaffene religionsphilosophische Weltanschauung Paneismus bestehend aus dem Pantheismus, Panentheismus, Pandeismus und Panendeismus.

## Erdflagge in der Fiktion

### Star-Trek-Universum

Emblem der Vereinigten Erde bei Star Trek

In den Star-Trek-Filmen und -Serien verwendet die Vereinigte Erde eine Weltkugel mit einem Olivenzweig auf der heraldisch rechten Seite als Symbol.
Das im Spiegeluniversum gelegene Terranische Imperium verwendet dagegen eine Weltkugel die in Nord-Süd-Richtung von einem Schwert durchstochen wird.
Beide Symbole werden sowohl auf Flagge als auch als Emblem verwendet.

### Futurama

Flagge der Erde bei Futurama

Variante mit der Weltkugel in der Mitte

In der Zeichentrickserie Futurama verwendet die Weltregierung eine Old Freebie genannte Flagge. Ihr Aussehen ähnelt stark dem Sternenbanner der USA mit dem Unterschied, dass sie anstelle der Sterne eine Weltkugel zeigt. Eine alternative Version zeigt nur die rot-weißen Streifen mit der Weltkugel in der Mitte.